# Andrew Shue
Andrew Shue (Wilmington, Delaware, EE. UU., 20 de febrero de 1967) es un actor estadounidense.

## Biografía
Hijo de un abogado y de una ejecutiva de banca y hermano de la actriz Elisabeth Shue, se matriculó en la 
Columbia High School, en Maplewood, Nueva Jersey. Durante su paso por la escuela secundaria, se dedicó al fútbol y llegaría más tarde a jugar en Queen's Park FC de Glasgow. En 1989 se graduó en Historia por el Dartmouth College. Más tarde se trasladó a Zimbabue, donde se incorporó al club de fútbol Highlanders F.C., con el que llegó a ganar la Liga de fútbol del país. Durante esa época fue el único jugador blanco en primera división de un país africano.
De regreso a Estados Unidos, inicia su carrera artística al ser seleccionado, en 1992, para interpretar el papel de Billy Campbell en la famosa producción de Aaron Spelling Melrose Place. Andrew se mantuvo en el reparto de la serie durante seis años, entre 1992 y 1998 durante los cuales alcanzó una enorme popularidad al igual que el resto de miembros del reparto. 
Durante ese tiempo, además, intervino en la película The Rainmaker (1997), de Francis Ford Coppola film, protagonizada por Matt Damon.
En 1996, mientras aún participaba en el rodaje de Melrose Place, jugó en el equipo de Los Ángeles Galaxy, dentro de la Major League Soccer, la primera división de fútbol estadounidense.
Tras la cancelación de Melrose Place, abandonó su carrera interpretativa, con las únicas excepciones de las películas Gracie (2007), junto a su hermana Elisabeth.